# Spaarndammerbuurt

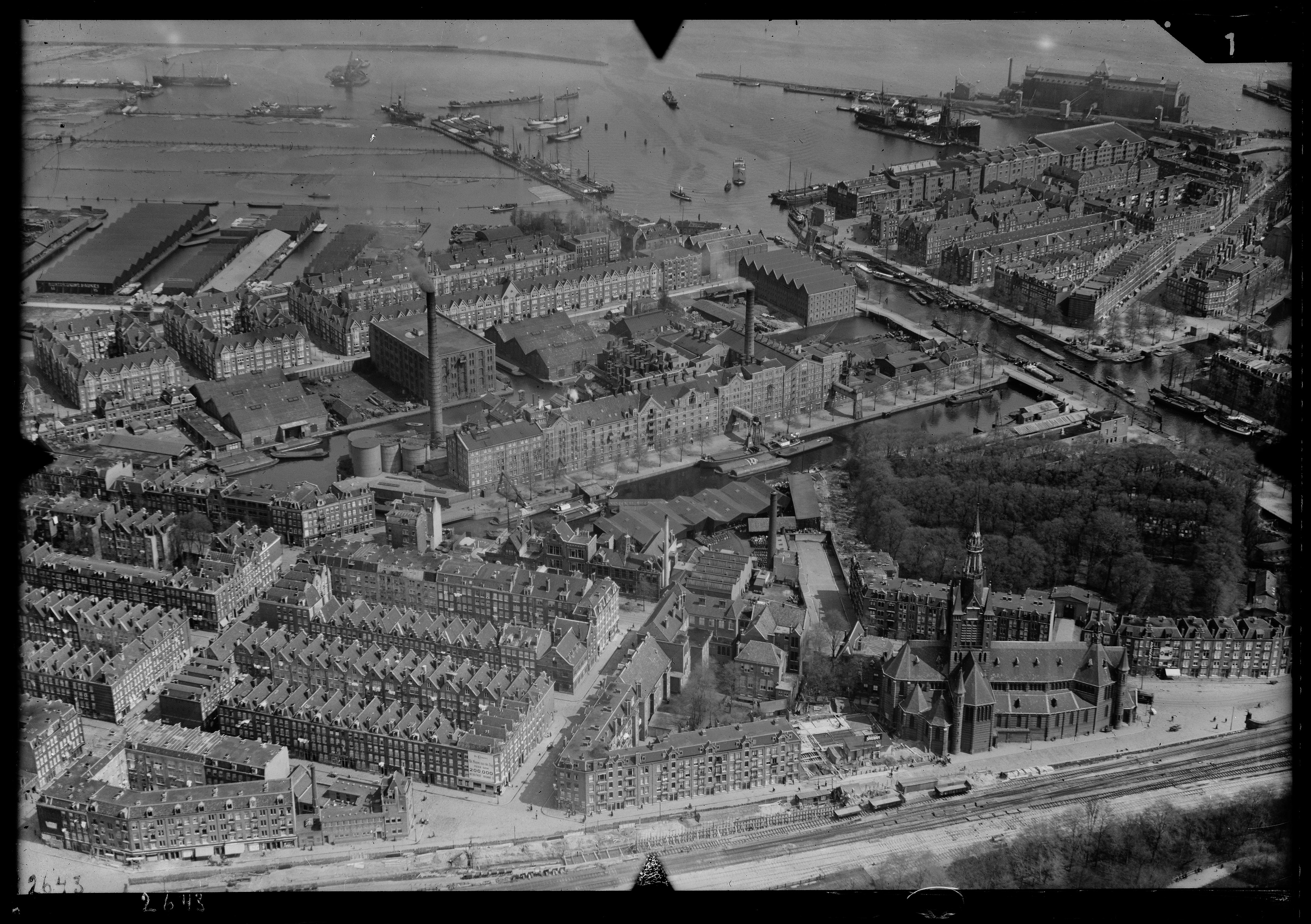
De Spaarndammerbuurt met de Maria Magdalenakerk (rechtsonder) vanuit de lucht gezien in noordoostelijke richting. Op de achtergrond de Houthavens; circa 1930. Luchtvaartafdeeling, 1920-1940.

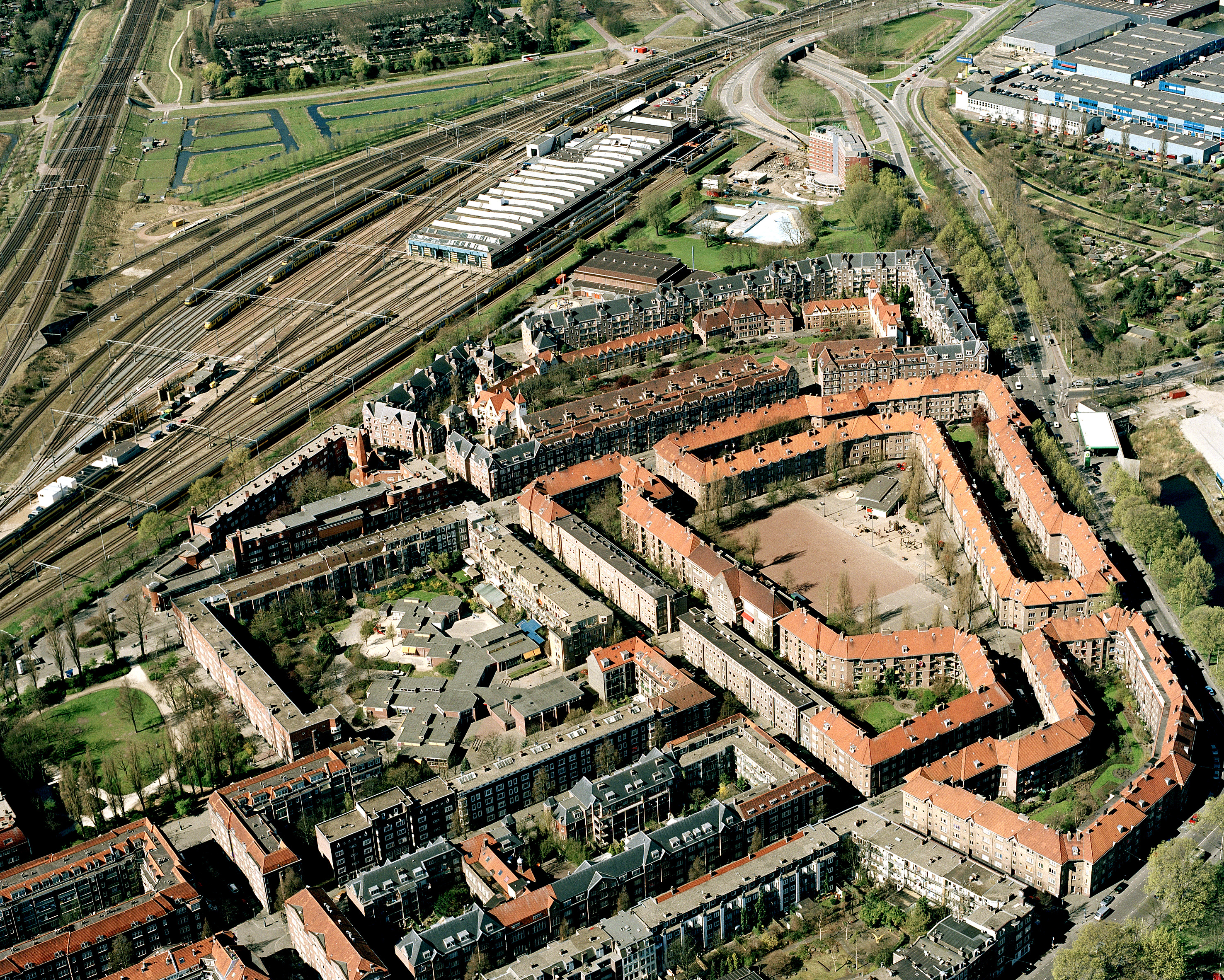
Luchtfoto van de Spaarndammerbuurt, gezien in zuidwestelijke richting.

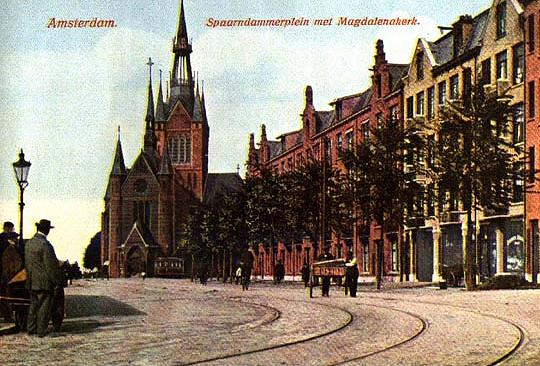
Maria Magdalenakerk, circa 1900.

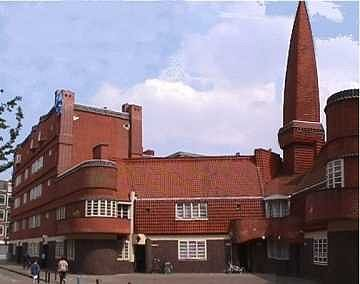
Museum Het Schip.

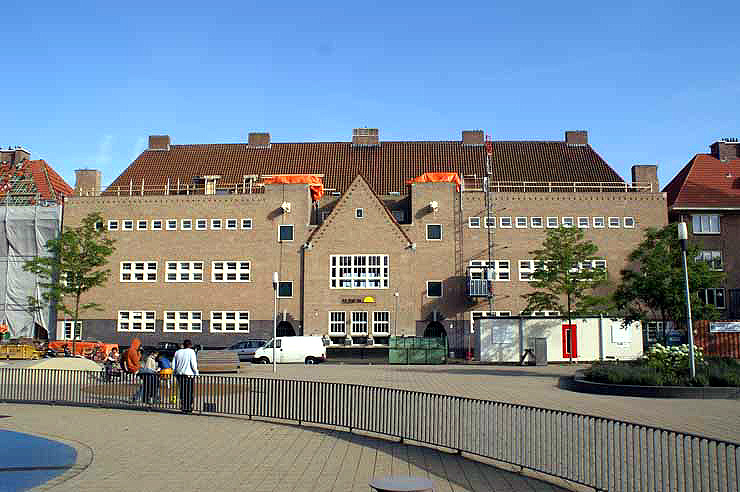
Zaandammerplein.
Foto: bmz.amsterdam.nl

De Spaarndammerbuurt is een buurt in het stadsdeel West in Amsterdam, in de Nederlandse provincie Noord-Holland. De buurt ontleent zijn naam aan de Spaarndammerstraat die op zijn beurt op 20 november 1878 is vernoemd naar de plaats Spaarndam ten noordoosten van Haarlem evenals de Spaarndammerdijk en het Spaarndammerplantsoen die de noordelijke en oostelijke begrenzing vormen. Aan de zuidzijde grenst de buurt aan de vroegere spoorlijn via de Hembrug naar Zaandam, thans deel van het terrein van de lijnwerkplaats van de Nederlandse Spoorwegen. De Spaarndammerbuurt vormde samen met de Staatsliedenbuurt, de Zeeheldenbuurt en de Frederik Hendrikbuurt tussen 1990 en 2010 het stadsdeel Westerpark.
Tot 1877 maakte het gebied deel uit van de gemeente Sloten. In dat jaar werd het meest noordoostelijke deel van Sloten door Amsterdam geannexeerd, maar pas aan het eind van de 19e eeuw werd begonnen met de bouw van de Spaarndammerbuurt. De straten zijn vernoemd naar plaatsen ten westen en noordwesten van Amsterdam,   zeevaarders, plaatsen in het uiterste noorden van Europa en naar actieve Nederlandse communisten:
- Ferdinand Domela Nieuwenhuisplantsoen (1846-1919) - Nederlands politicus, sociaal-anarchist, geheelonthouder, antimilitarist (zie zijn standbeeld op het Nassauplein bij de toegang tot de Spaarndammerbuurt).
- Henk Curièrekade (1911-1981) - verzetsstrijder van de CPN en strijder voor de belangen van de Spaarndammerbuurt tijdens de renovatie in de jaren 1970.
- Martin Vlaarkade - raadslid voor de CPN in de jaren 1970.

De arbeiderswoningen waren vooral bestemd voor havenarbeiders, die hun werk in de nabije havens vonden. Blikvanger van de buurt was sinds 1891 de Maria Magdalenakerk, een ontwerp van Pierre Cuypers. Wegens bouwvalligheid werd de kerk in 1968 afgebroken. Op het terrein van de kerk kwam in 1972 het Domela Nieuwenhuisplantsoen.
De Spaardammerstraat is de centrale winkelstraat en loopt van de Spaarndammerdijk/Tasmanstraat naar het Domela Nieuwenhuisplantsoen en gaat voor het spoorviaduct met een bocht naar links en komt dan uit de Houtmankade. Het doorgaande verkeer gaat onder het spoorviaduct naar het Nassauplein.
De beroemdste gebouwen in de Spaarndammerbuurt zijn de door Michel de Klerk ontworpen arbeiderswoningen in de stijl van de Amsterdamse School, gelegen bij het Spaarndammerplantsoen. In de jaren rond 1920 werden hier drie door hem ontworpen blokken neergezet. Het meest opvallende ontwerp is 'Het Schip', gelegen langs de Zaanstraat. De woningen waren 'paleisjes voor de arbeiders'. Niet eerder was er zoveel zorg besteed aan de vormgeving van arbeiderswoningen. Ook een postkantoor was onderdeel van het blok. Nadat het postkantoor in 2000 zijn deuren had gesloten, is hier sinds 2001 het Museum Het Schip gevestigd. Andere opvallende architectuur kwam in de jaren twintig van de hand van K.P.C. de Bazel aan het Zaandammerplein en van H.J.M. Walenkamp aan het Zaanhof.
Tussen 1906 en 1955 had de buurt en straat een tramverbinding met het Centraal Station. Tot 1944 was dit tramlijn 5, vanaf 1945 lijn 12. In 1955 werd de lijn omgezet in een buslijn met hetzelfde lijnnummer, sinds 1975 maakt de lijn onderdeel uit van de huidige bus 22. Daarnaast rijdt ook bus 48 langs de wijk.
In het westen van de wijk bevindt zich een openluchtzwembad, het Brediusbad naast de lijnwerkplaats van de spoorwegen.
Ten noorden van de Spaarndammerbuurt is een nieuwe wijk ontstaan: de (nieuwe) Houthavens ook bekend als  'Spaarndammerhout'.

## Afbeeldingen

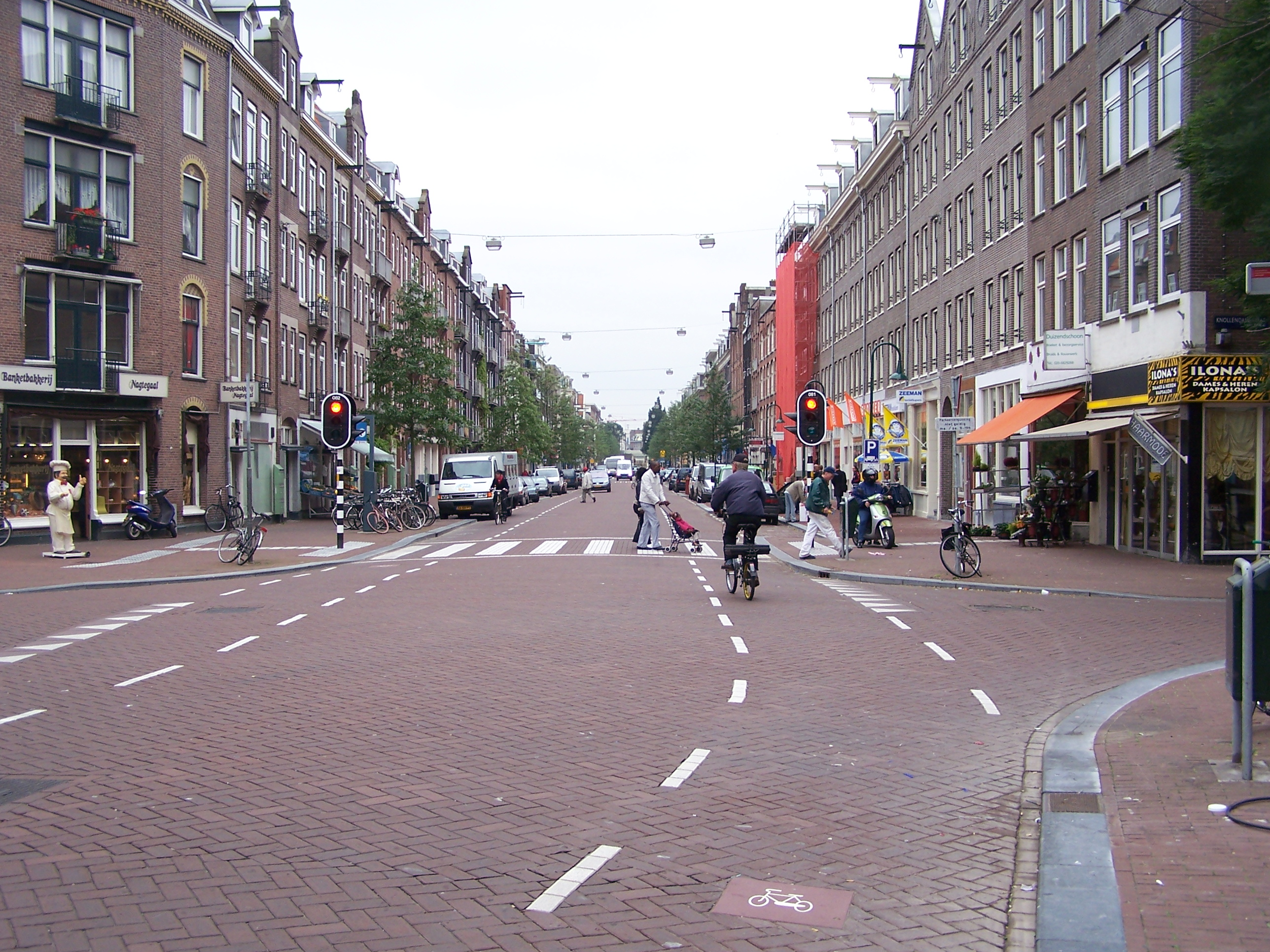
Spaarndammerstraat
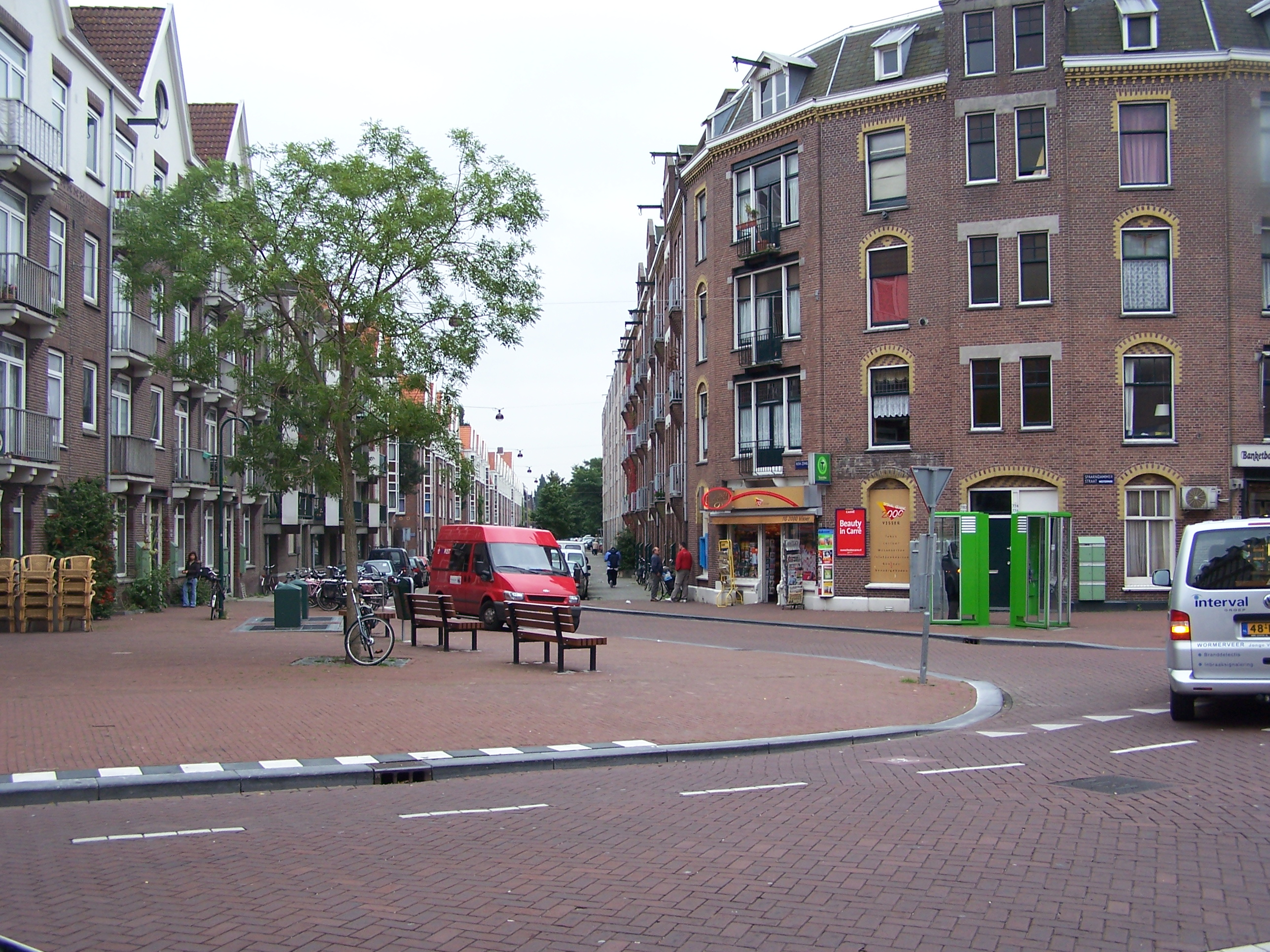
Pleintje aan de Spaarndammerstraat
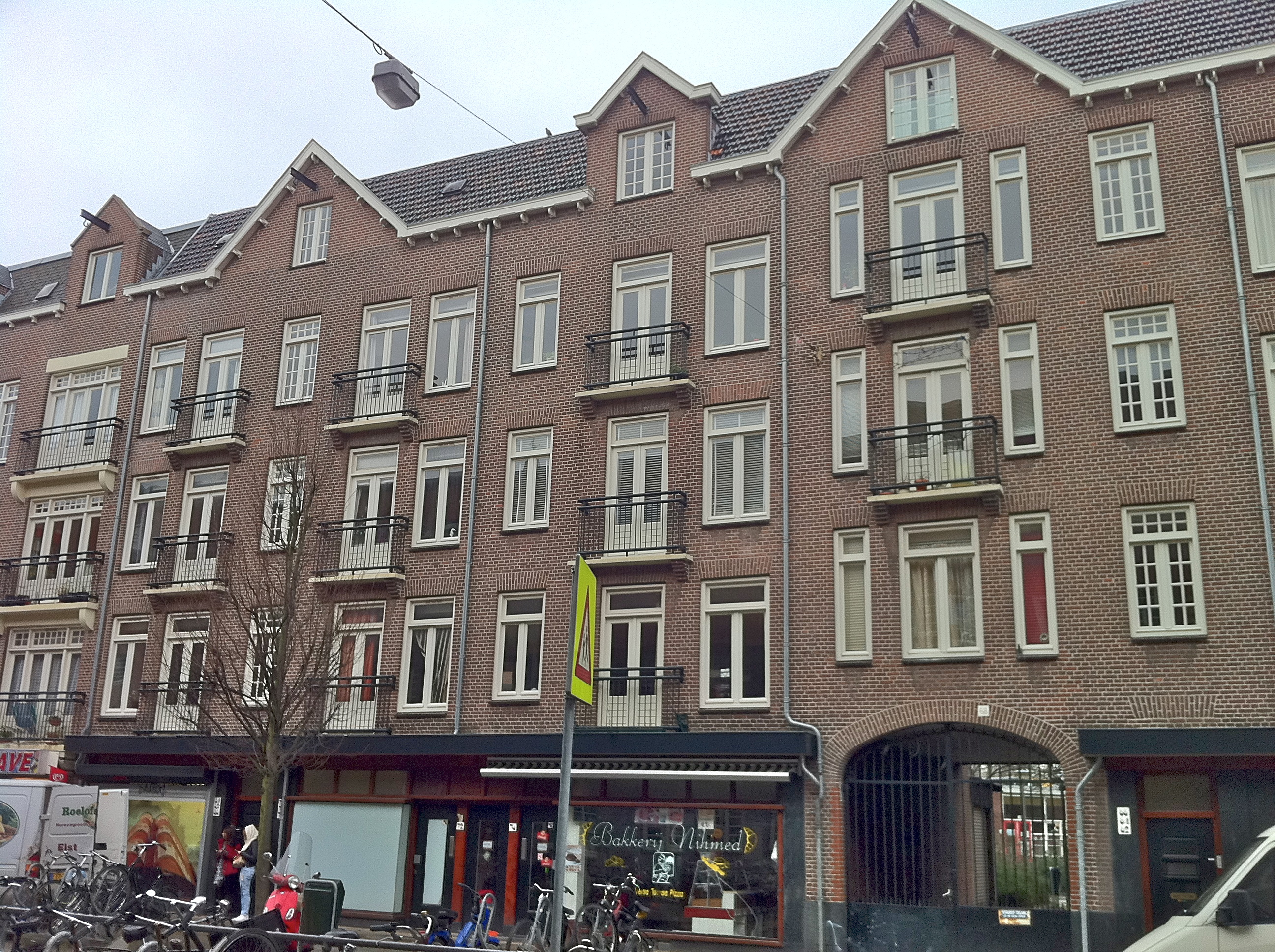
Sociale woningbouw in de Oostzaanstraat
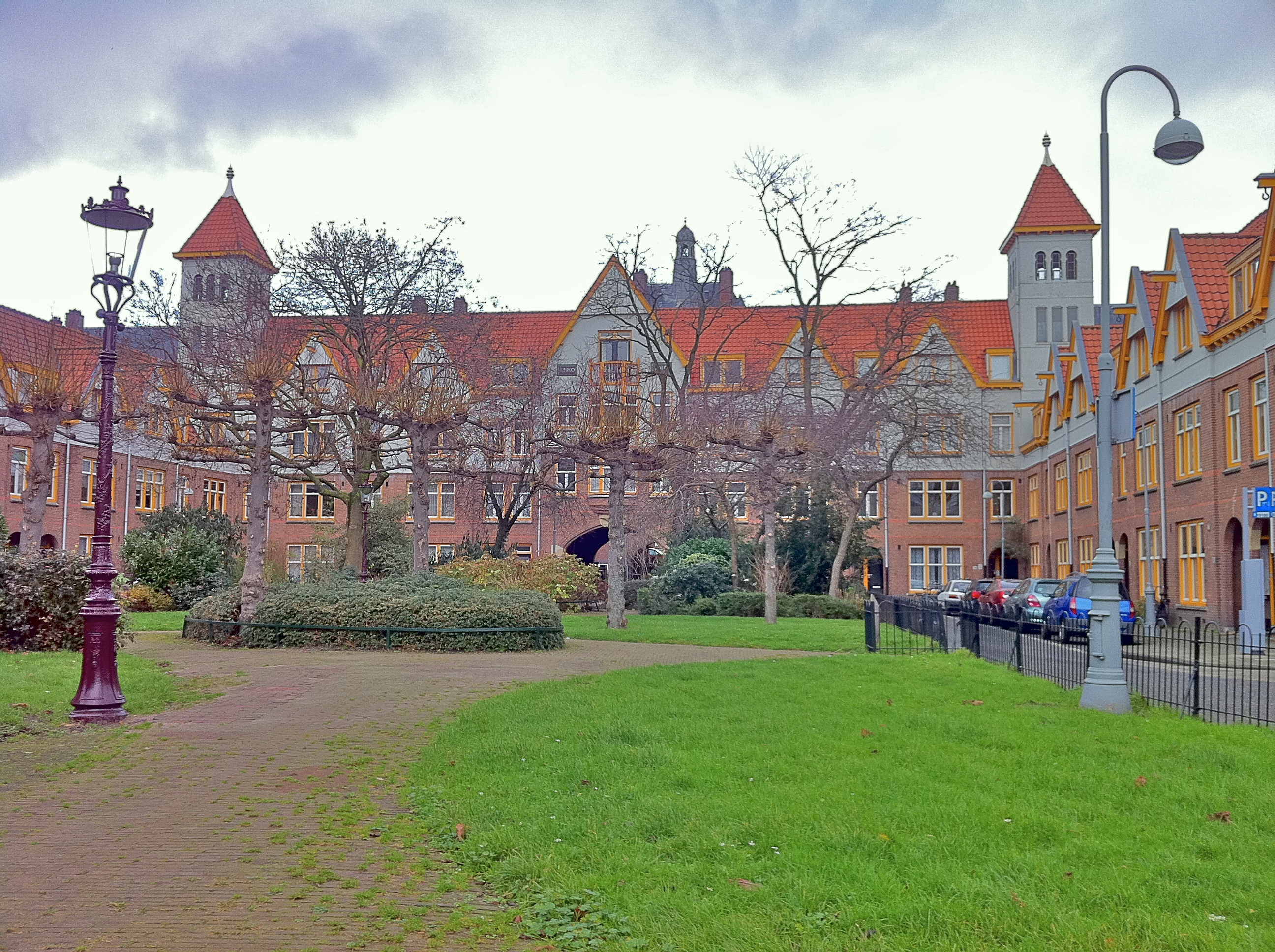
Zaanhof, ontworpen door Herman Walenkamp
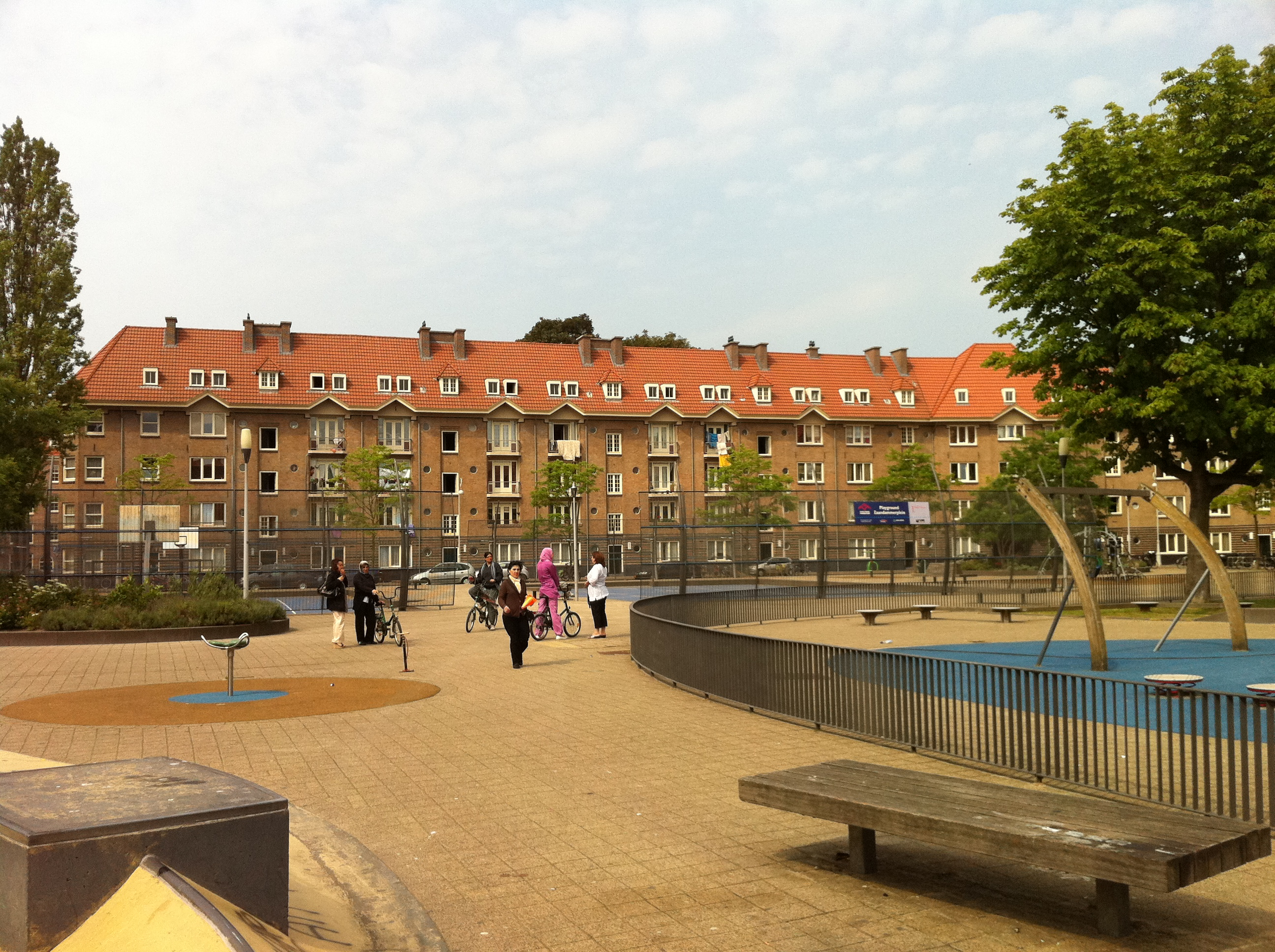
Zaandammerplein, ontworpen door Karel de Bazel
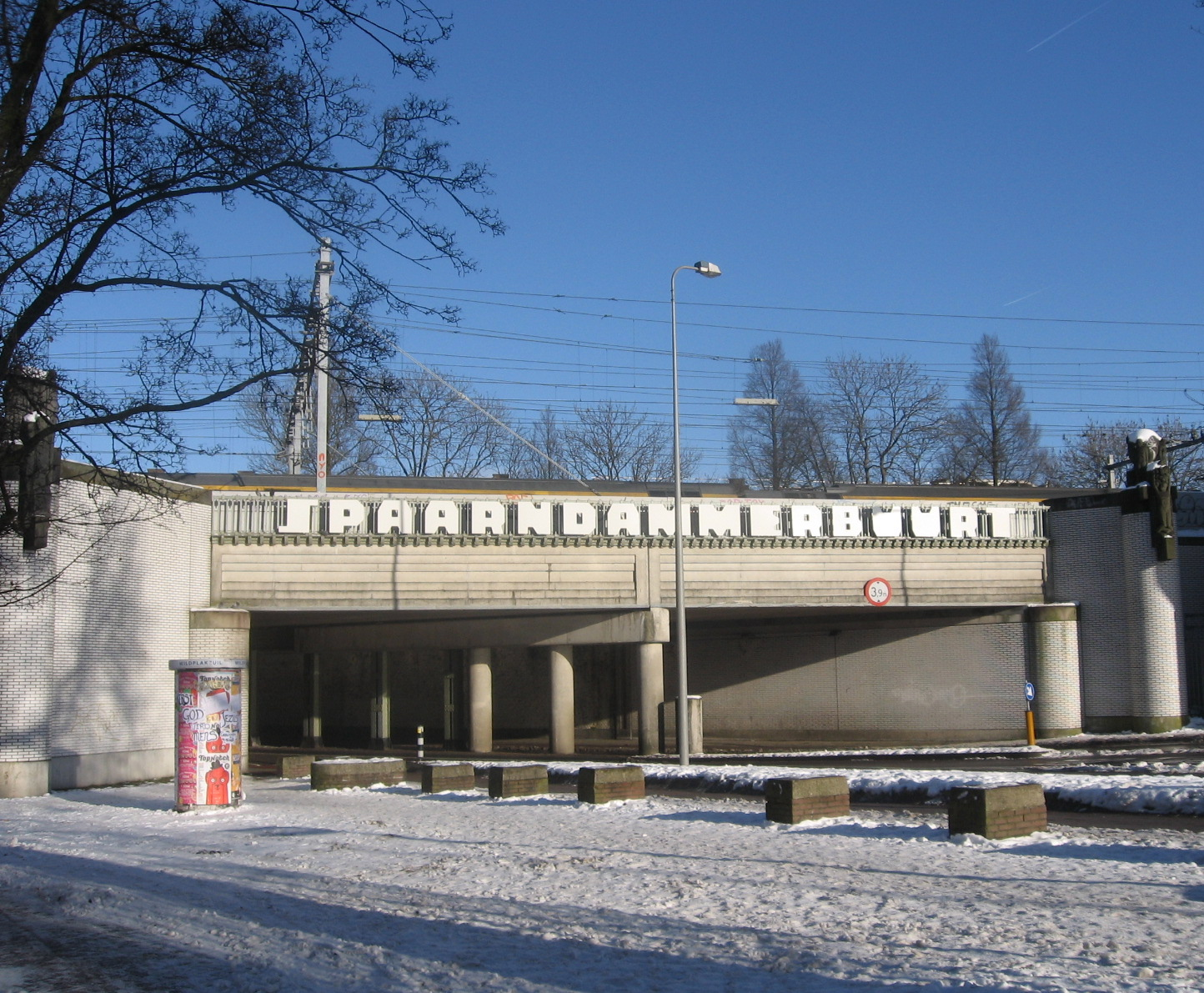
Viaduct Spaarndammerbuurt